# Eryx jayakari
L'erice di Jayakar (Eryx jayakari Boulenger 1888), noto comunemente come boa delle sabbie d’Arabia, è una specie di serpente della famiglia dei Boidi. 
Questo piccolo serpente lungo circa 38cm è endemico della Penisola arabica e del Golfo Persico, dove passa la giornata sepolto sotto uno strato sottile di sabbia, da cui scatta se percepisce l’odore di prede di passaggio come gechi o vermi, e da cui esce per andare in giro solo durante la notte.